# Zapasy na Letnich Igrzyskach Olimpijskich 1956 – kategoria do 79 kg w stylu wolnym
Zmagania mężczyzn do 79 kg to jedna z ośmiu męskich konkurencji w zapasach w stylu wolnym rozgrywanych podczas Letnich Igrzysk Olimpijskich 1956. Pojedynki w tej kategorii wagowej odbyły się w dniach 28 listopada – 1 grudnia.
Punktacja opierała się na systemie "złych punktów karnych". Zwycięzca otrzymywał zero punktów za wygraną przez "tusz" (łopatki), jeden punkt za wygraną decyzją trzech sędziów. Za przegraną walkę w stosunku 1-2 zawodnik otrzymywał dwa punkty, a za porażkę 0-3 lub łopatki przyznawano 3 punkty karne. Uzyskanie pięciu lub więcej punktów eliminowało zapaśnika z turnieju. Najlepsza trójka walczyła w rundzie finałowej. 

## Klasyfikacja[1]
| Miejsce | Nazwisko           | Kraj              |
| ------- | ------------------ | ----------------- |
| 1       | Nikoła Stanczew    | Bułgaria          |
| 2       | Danny Hodge        | Stany Zjednoczone |
| 3       | Georgij Szirtladze | ZSRR              |
| 4       | İsmet Atlı         | Turcja            |
| 5       | Kazuo Katsuramoto  | Japonia           |
| 5       | Johann Sterr       | Niemcy            |
| 7       | Abbas Zandi        | Iran              |
| 7       | Bengt Lindblad     | Szwecja           |
| 9       | William Davies     | Australia         |
| 9       | Bakshish Singh     | Indie             |
| 9       | Manie van Zyl      | ZPA               |
| 12      | Viljo Punkari      | Finlandia         |
| 13      | George Farquhar    | Wielka Brytania   |
| 13      | Muhammad Faiz      | Pakistan          |
| 13      | Nicolas Arcales    | Filipiny          |

## Wyniki

### Pierwsza runda[2]
| Zwycięzca       | Punkty karne | Wynik        | Przegrany          | Punkty karne |
| --------------- | ------------ | ------------ | ------------------ | ------------ |
| Viljo Punkari   | 0            | Łopatki      | Muhammad Faiz      | 3            |
| Danny Hodge     | 0            | Łopatki      | George Farquhar    | 3            |
| Bakshish Singh  | 1            | Decyzja, 3:0 | William Davies     | 3            |
| Bengt Lindblad  | 1            | Decyzja, 3:0 | Manie van Zyl      | 3            |
| Johann Sterr    | 0            | Łopatki      | Nicolas Arcales    | 3            |
| Nikoła Stanczew | 1            | Decyzja, 3:0 | Georgij Szirtladze | 3            |
| Abbas Zandi     | 1            | Decyzja, 3:0 | Kazuo Katsuramoto  | 3            |
| İsmet Atlı      | 0            | Bez walki    |                    |              |

### Druga runda[3]
| Zwycięzca          | Punkty karne | Wynik        | Przegrany       | Punkty karne |
| ------------------ | ------------ | ------------ | --------------- | ------------ |
| İsmet Atlı         | 0            | Łopatki      | Muhammad Faiz   | 6            |
| Danny Hodge        | 1            | Decyzja, 3:0 | Viljo Punkari   | 3            |
| William Davies     | 4            | Decyzja, 3:0 | George Farquhar | 6            |
| Manie van Zyl      | 4            | Decyzja, 3:0 | Bakshish Singh  | 4            |
| Johann Sterr       | 0            | Łopatki      | Bengt Lindblad  | 4            |
| Georgij Szirtladze | 3            | Łopatki      | Nicolas Arcales | 6            |
| Kazuo Katsuramoto  | 3            | Łopatki      | Nikoła Stanczew | 4            |
| Abbas Zandi        | 1            | Bez walki    |                 |              |

### Trzecia runda[4]
| Zwycięzca          | Punkty karne | Wynik        | Przegrany      | Punkty karne |
| ------------------ | ------------ | ------------ | -------------- | ------------ |
| İsmet Atlı         | 1            | Decyzja, 3:0 | Abbas Zandi    | 4            |
| Danny Hodge        | 1            | Łopatki      | William Davies | 7            |
| Bengt Lindblad     | 4            | Łopatki      | Bakshish Singh | 7            |
| Georgij Szirtladze | 3            | Łopatki      | Manie van Zyl  | 7            |
| Nikoła Stanczew    | 4            | Łopatki      | Johann Sterr   | 3            |
| Kazuo Katsuramoto  | 3            | Bez walki    |                |              |
|                    |              | Wycofał się  | Viljo Punkari  | -            |

### Czwarta runda[5]
| Zwycięzca          | Punkty karne | Wynik        | Przegrany      | Punkty karne |
| ------------------ | ------------ | ------------ | -------------- | ------------ |
| Kazuo Katsuramoto  | 4            | Decyzja, 3:0 | İsmet Atlı     | 4            |
| Danny Hodge        | 1            | Łopatki      | Abbas Zandi    | 7            |
| Nikoła Stanczew    | 4            | Łopatki      | Bengt Lindblad | 7            |
| Georgij Szirtladze | 3            | Łopatki      | Johann Sterr   | 6            |

### Piąta runda[6]
| Zwycięzca          | Punkty karne | Wynik        | Przegrany         | Punkty karne |
| ------------------ | ------------ | ------------ | ----------------- | ------------ |
| Georgij Szirtladze | 4            | Decyzja, 2:1 | İsmet Atlı        | 6            |
| Nikoła Stanczew    | 4            | Łopatki      | Danny Hodge       | 4            |
|                    |              | Wycofał się  | Kazuo Katsuramoto | -            |

### Runda finałowa
| Zwycięzca       | Wynik        | Przegrany                                      |
| --------------- | ------------ | ---------------------------------------------- |
| Nikoła Stanczew | Decyzja, 3:0 | Georgij Szirtladze (zaliczony wynik z I rundy) |
| Nikoła Stanczew | Łopatki      | Danny Hodge (zaliczony wynik z V rundy)        |
| Danny Hodge     | Łopatki      | Georgij Szirtladze                             |